# Pe malul Senei, Bennecourt
Pe malul Senei, Bennecourt o pictură în ulei pe pânză realizată în 1868 de artistul francez Claude Monet, aflată acum în colecția Art Institute of Chicago, căruia i s-a dat de către familia Palmer în 1922.
Tabloul o prezintă pe modelul, partenera și viitoarea soție a lui Monet, Camille Doncieux, privind de pe o insulă de pe Sena spre satul Gloton de la periferia Bennecourt, unde stăteau temporar împreună cu tânărul lor fiu, Jean. A fost pictat într-unul dintre momentele critice al vieții lui Monet: după ce au fost dați afară din camerele lor din Gloton, s-a aruncat în râu în noaptea următoare (fără efecte secundare grave) înainte de a se întoarce singur acasă la Paris.

## Proveniență
A fost cumpărată de Louis Aimé Léon Clapisson din Neuilly-sur-Seine pentru 500 de franci. A împrumutat-o Galeria Georges Petit pentru expoziția sa Claude Monet; A. Rodin în 1889. Clapisson a vândut-o pentru 1.500 de franci la 21 aprilie 1892 lui Durand-Ruel, care la 18 mai în același an a vândut-o lui Potter Palmer din Chicago cu 7.500 de franci. A fost moștenită în familia Palmer, care a împrumutat-o pentru o vreme înainte de a fi donată deținătorului actual.